# One Night in Miami Original Motion Picture Soundtrack
Die Musik für den Film One Night in Miami von Regina King wurde von Terence Blanchard komponiert. Das Soundtrack-Album wurde am 15. Januar 2021 veröffentlicht.

## Entstehung

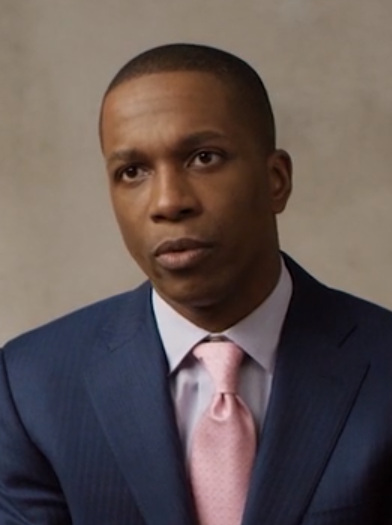
Leslie Odom Jr.

Die Musik für den Film One Night in Miami von Regina King komponierte der für einen Oscar nominierte und sechsmalige Grammy-Gewinner Terence Blanchard, der bei seiner Arbeit auf eine jazzige Klavierpartitur zurückgriff. Ursprünglich hatte er die Idee, für die Musik mit einem größeren Ensemble von Musikern zu arbeiten, möglicherweise wie aus jener Zeit, in der der Film spielt, doch King bevorzugte lediglich Klavier. Für die Aufnahme arbeitete Blanchard mit dem Jazzpianisten Benny Green zusammen. Ein weiteres eingesetztes Instrument für emotionale Filmmomente war ein Duduk, ein Holzblasinstrument mit einem extrem großen Doppelrohrblatt aus dem Nahen Osten, das für eine Gebetsszene und an anderen wichtigen Stellen des Films verwendet wird.
Der Schauspieler Leslie Odom Jr., der im Film Sam Cooke spielt, schrieb gemeinsam mit Sam Ashworth das im Abspann zu hörende Lied Speak Now und singt dieses auch. Odom interpretiert zudem Chain Gang, Good Times, You Send Me und A Change Is Gonna Come von Sam Cooke. Letzteres diente nach seiner Veröffentlichung im Jahr 1964 als Hymne der Bürgerrechtsbewegung und gewann im Jahr 2020 inmitten der Proteste der Black-Lives-Matter-Bewegung wieder an Bedeutung.
Gemeinsam mit dem Blues-Singer-Songwriter Keb’ Mo’ und Tarriona „Tank“ Ball, die Leadsängerin von Tank and the Bangas, die als Slam-Poetin bekannt wurde, schrieb Blanchard Howl For Me Daddy. Der Grammy-, Emmy und zweifache Tony-Nominierte Jeremy Pope, der im Film in einem Cameo-Auftritt den R&B-Star Jackie Wilson porträtiert, steuerte für das Soundtrack-Album eine Version von dessen Lonely Teardrops bei. Auch auf dem Album enthalten ist eine Aufnahme von Put Me Down Easy von L.C. Cooke aus dem Jahr 1964, Sam Cookes jüngerem Bruder, der das Lied für diesen schrieb.
Der Film spielt in jener Nacht im Februar 1964, als der junge Cassius Clay im Miami Beach Convention Center neuer Schwergewichts-Box-Weltmeister wird. Clay verbringt den weiteren Abend im Hampton House Motel in Miamis afroamerikanischem Stadtteil Overtown und feiert hier mit Malcolm X, Sam Cooke und Jim Brown, die zu seinen engsten Freunden zählen. Die vier Ikonen und Wegbereiter der Black Power-Bewegung sprechen über ihre gemeinsame Verantwortung als Influencer und ihren Kampf für die Gleichberechtigung aller Afroamerikaner.

## Veröffentlichung
Das Soundtrack-Album mit insgesamt 22 Musikstücken wurde am 15. Januar 2021 veröffentlicht. Am gleichen Tag wurde auch der Film One Night in Miami in das Programm von Amazon Prime Video aufgenommen. Bereits am 4. Januar 2021 wurde vorab der Song Speak Now bei YouTube veröffentlicht.
Eine Woche nachdem der Film in das Programm von Amazon Prime Video aufgenommen wurde, wurden am 22. Januar 2021 drei klassische Sam Cooke-LPs, Keep On Movin On, Ain’t That Good News und Sam Cooke At The Copa, neu aufgelegt veröffentlicht und damit dem Tag, an dem Cooke 90 Jahre alt geworden wäre.

## Titelliste
1. Rumble, Young Man, Rumble! – Terence Blanchard (2:06)
2. Sam Cooke Comes To Stage / Copacabana Introduction – One Night In Miami Band (0:24)
3. Tammy – Leslie Odom Jr. (1:47)
4. Howl For Me Daddy – Keb’ Mo’ & Tarriona „Tank“ Ball  & Terence Blanchard (2:25)
5. Do Us All Proud – Terence Blanchard (0:44)
6. I Believe To My Soul – One Night In Miami Band (1:53)
7. Salah Time – Terence Blanchard (1:53)
8. I’m King Of The World! – Terence Blanchard (1:15)
9. Put Me Down Easy (Hampton House) – Leslie Odom Jr. (0:49)
10. Put Me Down Easy – L.C. Cooke (2:31)
11. Greazee – Billy Preston (4:20)
12. Ain’t Yo Stuff Safe Here – Terence Blanchard (2:07)
13. Malcolm Looks Out The Window – Terence Blanchard (0:53)
14. You Send Me – Leslie Odom Jr. (2:49)
15. (I Love You) For Sentimental Reasons – Leslie Odom Jr. (2:38)
16. Brother, What Is Going On? – Terence Blanchard (0:59)
17. I Wanna Damn Party – Terence Blanchard (0:34)
18. Lonely Teardrops – Jeremy Pope (2:21)
19. Chain Gang – Leslie Odom Jr. (2:11)
20. Good Times – Leslie Odom Jr. (2:30)
21. A Change Is Gonna Come – Leslie Odom Jr. (3:01)
22. Speak Now – Leslie Odom, Jr. (3:36)

## Auszeichnungen
Black Reel Awards 2021
- Auszeichnung als Bester Song (Speak Now)[10]

Critics’ Choice Movie Awards 2021
- Nominierung als Bester Filmsong (Speak Now)

Golden Globe Awards 2021
- Nominierung als Bester Filmsong (Speak Now)[11]

Grammy Awards 2022
- Nominierung als Best Compilation Soundtrack for Visual Media
- Nominierung als Best Song Written for Visual Media (Speak Now, Sam Ashworth und Leslie Odom Jr.)[12]

Hollywood Music in Media Awards 2021
- Nominierung als Bester Song (Speak Now, Sam Ashworth und Leslie Odom Jr.)[13]

Houston Film Critics Society Awards 2021
- Nominierung als Bester Song (Speak Now)[14]

Music City Film Critics’ Association Awards 2021
- Auszeichnung als Bester Song (Speak Now, Sam Ashworth und Leslie Odom Jr.)[15]

Oscarverleihung 2021
- Nominierung als Bester Filmsong (Speak Now, Leslie Odom, Jr. und Sam Ashworth)

Satellite Awards 2020
- Nominierung für die Beste Filmmusik (Terence Blanchard)
- Nominierung als Bester Filmsong (Speak Now)[16]